# Hoisn-Hof

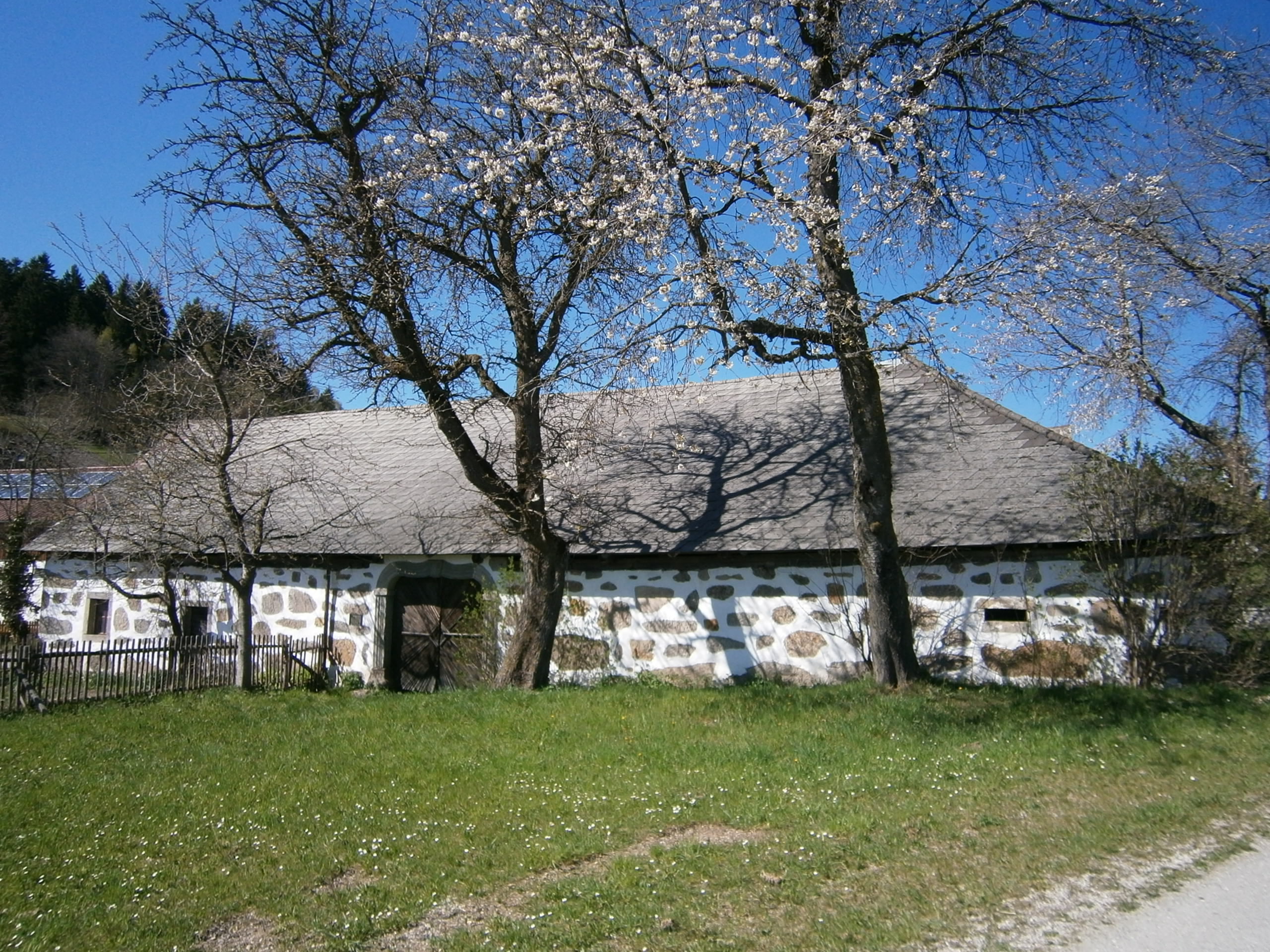
Hoisn-Hof

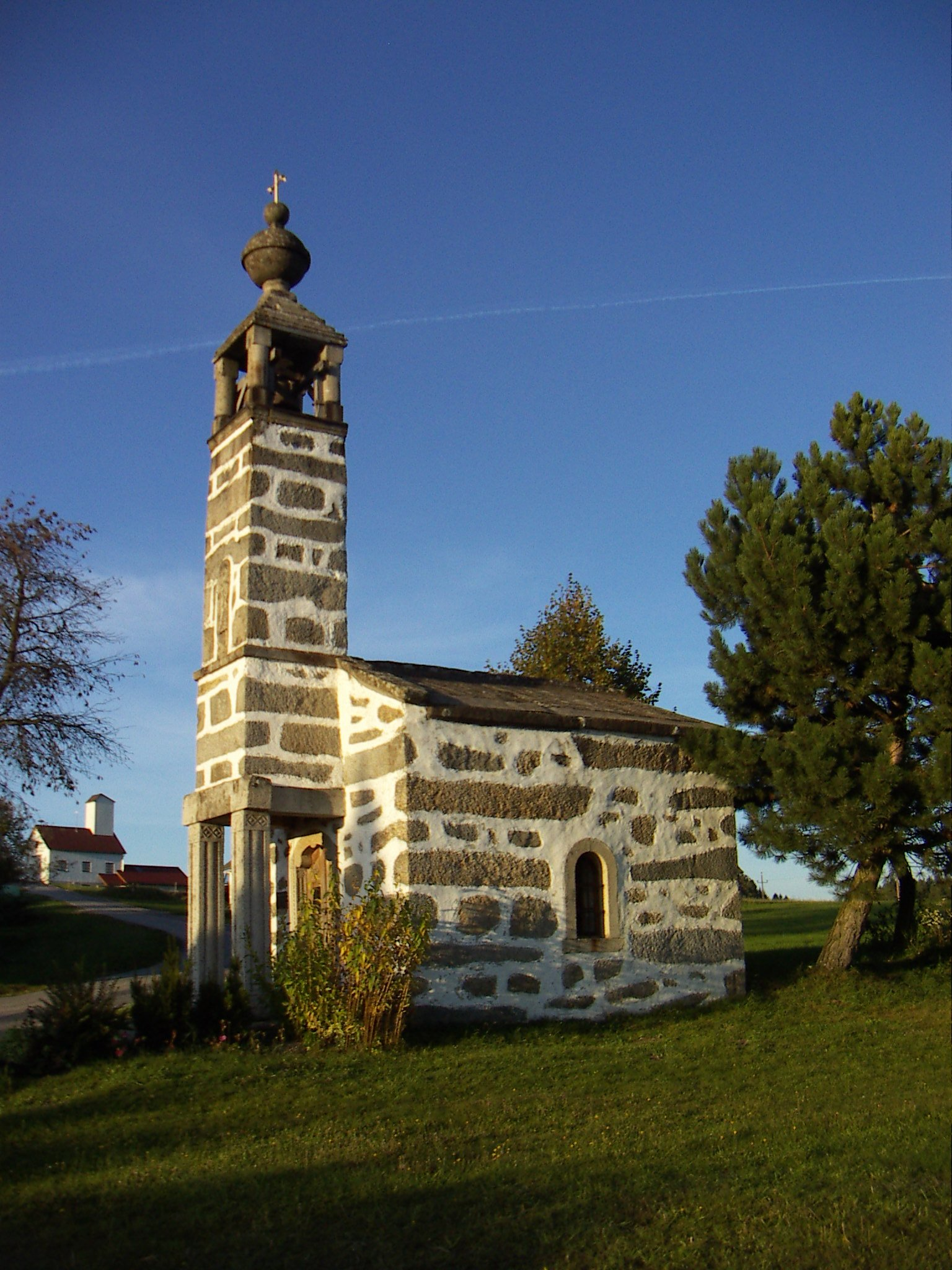
Hoisn-Kapelle

Der Hoisn-Hof bildet mit der freistehenden Hoisn-Kapelle im Weiler Wienau in der Marktgemeinde Weitersfelden in Oberösterreich ein Denkmalensemble bäuerlicher Steinmetzkunst.

## Geschichte
In den Urbaren der Herrschaft Reichenstein wurde 1480 der Hoisn-Hof genannt. Der Dreiseithof, an der Westseite mit einer Mauer geschlossen, wurde von Karl Wurm (1844–1909), vulgo Hoisnbauer, mit seinen Brüdern Anton und Phillip mit vollem Granitsteinmauerwerk erneuert. Danach errichteten sie neben dem Hoisn-Hof als bäuerliche Eigenkapelle einen Neubau aus Granitsteinen, die Kapelle zu den 12 Aposteln.
Die Kulturjournalistin Barbara Rett war zwei Jahrzehnte lang Besitzerin des Hoisn-Hofes mit der Granitkapelle und ließ beide Gebäude unter Denkmalschutz stellen. Der ehemalige Schuldirektor und Gemeindechronist Ludwig Riepl erforschte die Geschichte der zwei Baudenkmäler und veröffentlichte die Ergebnisse im Kirchenführer Weitersfelden.

## Hoisn-Hof
Der bäuerliche Hof wurde mit älteren Bauteilen im Steinbloß-Stil mit Granitsteinen im 4. Viertel des 19. Jahrhunderts erneuert. Die Fassade hat bemerkenswerte Steinmetzarbeiten im romanisierenden Stil. Die rechteckige Rahmung des Einfahrtsportals wurde mit abgerundeten Ecken ausgeführt. An der Hofmauer ist eine in Stein gehauene mit einer Kugel bekrönte menschliche Relieffigur Kugelträger. Teile des Wirtschaftsgebäudes haben eine Granitdecke.

## Hoisn-Kapelle
Die Hoisn-Kapelle wurde um 1890 als Rechteckbau errichtet. Ein vorgestellter Turm auf frei stehenden reliefierten Pfeilern mit einem Säulenaufsatz als Glockenstuhl schließt mit einem kugelbekrönten pyramidalen Dach ab. Am Turm ist in einer schmalen Nische ein Relief eines Kriegers. Das polygonale Dach der Kapelle aus Granit ruht auf zwölf Konsolköpfen, die die 12 Apostel darstellen sollen. In der polygonalen Nische steht eine Statuette Maria aus 1900. 
Im Frühjahr 2020 wurde die durch Frostschäden beschädigte Außenfassade der Kapelle durch die Dorfgemeinschaft auf traditionelle Weise renoviert. Dabei wurde eine funktionstüchtige, eingemeißelte Regenrinne mit gebohrtem Ablauf entdeckt und wieder in Stand gesetzt.